# Simulium saihoense
Simulium saihoense är en tvåvingeart som beskrevs av John Smart och Clifford 1965. Simulium saihoense ingår i släktet Simulium och familjen knott. Inga underarter finns listade i Catalogue of Life.